# Palaeopsittacus georgei
Palaeopsittacus georgei — вид викопних птахів родини Папугові (Psittacidae). Мешкав в еоцені (близько 40 млн років тому). Викопні рештки знайшли у формації Месель (Німеччина) та Лондон Клей (Англія).